# 32 Andromedae
32 Andromedae (32 And), som är stjärnans Flamsteedbeteckning, är en ensam stjärna belägen i den mellersta delen av stjärnbilden Andromeda. Den har en skenbar magnitud på ca 5,30 och är svagt synlig för blotta ögat där ljusföroreningar ej förekommer. Baserat på parallaxmätning inom Hipparcosuppdraget på ca 9,8 mas, beräknas den befinna sig på ett avstånd på ca 331 ljusår (ca 102 parsek) från solen. Stjärnan rör sig närmare solen med en heliocentrisk radiell hastighet av -5 km/s.

## Egenskaper
32 Andromedae är en gul till vit jättestjärna av spektralklass G8 III, som anger att den har förbrukat förrådet av väte i dess kärna och utvecklats bort från huvudserien. Den har en massa som är ca 2,8 gånger solens massa, en radie som är ca 12 gånger större än solens och utsänder ca 90 gånger mera energi än solen från dess fotosfär vid en effektiv temperatur på ca 5 100 K.